# Штейн, Виктор Морицович
Ви́ктор Мо́рицович (Морицевич) Штейн (1890—1964) — советский экономист и китаевед, доктор экономических наук, профессор (1934).
Родился в семье присяжного-поверенного. После окончания гимназии поступил на экономическое отделение Петербургского Политехнического института, также экстерном окончил юридический факультет Петербургского университета, получив два диплома о высшем образовании. В 1915—1917 гг. В. М. Штейн состоял секретарем редакции журнала «Промышленность и торговля», где активно печатал статьи на экономическую тематику. Штейн активно приветствовал Февральскую революцию и с недоверием относился к власти большевиков. После Октябрьской революции покинул Петербург и два года провёл на территориях, контролируемых белыми. После поражения контрреволюции не эмигрировал, хотя имел возможность, а остался преподавать в ленинградском Политехнического института.
В 1925-26 гг. Штейн по линии Наркомфина совершает командировки в Монголию, Пекин и Кантон, в последнем он выступал в качестве финансового советника правительства Чан Кайши. После поражения революции в Китае вернулся в Петроград, где написал одну из своих основных работ — «Очерки финансового кризиса в Китае». Современники отмечали высокую профессиональную подготовку учёного, но вместе с тем ставили в вину недостаточное внимание к марксизму и вопросам теории в целом, которых Штейн избегал.
С 1934 года — профессор и заведующий кафедры экономической географии Ленинградского университета, с 1935 года — старший научным сотрудником китайского кабинета Института востоковедения АН СССР. В 1936 г. В. М. Штейну без защиты диссертации присвоена степень доктора экономических наук. В 1946 году был выдвинут в члены-корреспонденты, однако избран не был. В 1948 году публикует «Очерки развития русской общественно-экономической мысли XIX—XX вв.», которые спустя год на волне очередной политической кампании стали основанием для обвинений Штейна в космополитизме и умалении значимости русского народа. Арестован осенью того же года, шесть лет провел в иркутских лагерях.
После реабилитации был восстановлен в должности старшего научного сотрудника Ленинградского отделения Института востоковедения АН СССР и продолжил научную работу. В последние годы Штейн всё больше внимания уделял вопросам древнекитайской и древнеиндийской экономики. В 1959 году издал перевод трактата «Гуань-цзы». Подготовил две книги, которые остались неопубликованными. Скончался в Ленинграде 9 октября 1964 года в возрасте 74 лет. Похоронен на Преображенском еврейском кладбище.

## Биография

### Юность и отрочество
Виктор Морицович Штейн родился 23 сентября (5 октября) 1890 года в Николаеве в семье присяжного поверенного. Отец, Мориц Самойлович Штейн, выпускник Новороссийского университета, чтобы не подвергаться ограничениям, налагавшимся царским законодательством на евреев, перешел в лютеранство, лютеранами же числились и оба его сына. Мать, Анна Григорьевна, сохранила религию предков. Троюродным братом В. М. Штейна был известный советский дипломат и историк Б. Е. Штейн.
В 1908 году В. М. Штейн окончил с золотой медалью гимназию в Николаеве и поступил на экономическое отделение Петербургского Политехнического института. В числе его учителей были крупные русские экономисты, юристы и историки: политическую экономию в институте читали А. С. Посников и П. Б. Струве, статистику — А. А. Чупров, государственное право — М. М. Ковалевский и В. М. Гессен, историю русского права — М. А. Дьяконов, науку о финансах — М. И. Фридман, денежное обращение — М. В. Бернацкий, экономическую географию — В. Э. Ден, всеобщую историю — Н. И. Кареев, русскую — А. А. Корнилов. В 1913 году В. М. Штейн блестяще окончил институт и в следующем году был оставлен стипендиатом при кафедре политической экономии для подготовки к профессуре. В 1915 году он сдал экстерном экзамены на юридический факультет Петербургского университета, получив таким образом второй диплом.
В 1915—1917 гг. В. М. Штейн состоял секретарем редакции журнала «Промышленность и торговля», который выходил с 1908 года и был органом Совета съездов представителей промышленности и торговли, а с начала войны также органом Центрального военно-промышленного комитета. В данном издании Штейн опубликовал в общей сложности 20 статей. Двумя основными проблемами, которые на тот волновали учёного были: 1) проблема минимального вмешательства государства в экономику в условиях военного времени; 2) проблема возвращения к золотому стандарту (Штейн был уверен, что «бумажная эра когда-нибудь кончится и мы вернемся к „золотому веку“»).

### Революция и годы войны
Февральскую революцию 1917 года Штейн встретил с энтузиазмом. В одной из статей он писал: 

Длинный ряд лет Россия жила с угрюмым сознанием невозможности для нее экономического развития, соответствующего ее природным данным. Правда, наше народное хозяйство обнаруживало довольно быстрый рост, как и приличествует стране с молодой экономической культурой. Но этот рост был каким-то неустойчивым, скачкообразным. Каждый шаг экономического развития обходился нам неимоверно дорого… Теперь преграды пали. Экономический строй будет основываться на началах свободы. Свободная Россия не может не быть великой
. Штейн приветствовал от имени «торгово-промышленного класса» экономическую программу министра торговли и промышленности первого состава Временного правительства А. И. Коновалова, прямо отождествляя себя таким образом с интересами этого класса. В статье «Возможно ли осуществление социализма?» он не только солидаризируется с авторами, полагающими, что «время для социализма не пришло», поскольку «осуществление социализма возможно лишь при том условии, что оно приведет к повышению, а не к понижению производительности национального труда», но и считает нужным «сейчас, когда мы находимся в такой жуткой близости от социализма или, по крайней мере, от социалистических экспериментов», «пересмотреть саму конструкцию научного социализма». Ошибку марксистов он видел в том, что «они не отличают предпринимателя — организатора и руководителя производственного процесса от капиталиста» (тезис Шумпетера), и полагает, что замена предпринимателей государственными чиновниками в качестве руководителей хозяйственной жизни приведет лишь к бюрократизации и экономической неэффективности. «Задача экономической политики государства заключается, по нашему разумению, в том, чтобы обеспечить народному хозяйству наибольшую производительность и наряду с этим добиться более или менее равномерного распределения благ между хозяйствующими субъектами», — такова общая формула Штейна, позволяющая определить его как сторонника социального рыночного хозяйства.
Новый состав Временного правительства, возглавляемого Керенским, кажется Штейну чересчур социалистическим, он выступает против чрезмерных, но его мнению, требований рабочих и скептически относится к программе нового министра торговли и промышленности С. Н. Прокоповича. В брошюре «Наши экономические и финансовые задачи», выпушенной Партией народной свободы (кадетской), Штейн указывает на катастрофическое экономическое положение России, «освободившейся от вековечного рабства», и призывает к солидарности всех классов ради ее спасения.
2 ноября 1917 года Штейн, незадолго до того избранный преподавателем политической экономии Петроградского политехнического института, обратился к директору института с просьбой выдать ему соответствующее удостоверение в виду предполагаемого выезда на шесть недель из Петрограда. Фактически он отсутствовал в Петрограде четыре года. В советских анкетах Штейн позднее указывал, что в 1918—1921 гг. он находился в Киеве, Ростове-на-Дону и Одессе. В Киеве, согласно этим анкетам, он преподавал в Коммерческом институте и на Высших женских курсах, в Одессе — в Политехническом институте. С 1918 по 1920 г. эти города большей частью находились под властью белых. Отвечая на вопрос анкеты о службе в войсках и учреждениях белых правительств, Штейн писал: «В 1919 г. 2 или 3 месяца служил статистиком в Министерстве земледелия в Ростове-на-Дону». Из Ростова он переехал в Одессу. После эвакуации белых из Одессы весной 1920 года Штейн не последовал за ними, и уже при советской власти до конца 1921 года являлся здесь профессором Института народного хозяйства.
Иименно в Одессе В. М. Штейн всерьез заинтересовался биологией человека и евгеникой. Интерес этот отчасти был стимулирован статистикой. Итогом этих занятий Штейна помимо нескольких статей явилась небольшая книга «Одесская профессура. Статистико-евгенический очерк». На основании анкеты, охватившей около 300 преподавателей высших учебных заведений Одессы, Штейн попытался воссоздать картину социального, этнического и локального происхождения, рождаемости, смертности, передачи наследственных качеств в этой среде. Он принимает выводы современной генетики человека (именовавшейся тогда евгеникой), ссылаясь на труды ее основоположников Ф. Гальтона, А. Вейсмана, У. Бэтсона и др. «Даровитый человек может родиться в любой среде. Но шанс его появления в той или иной общественной группе далеко неодинаков. Наибольшее число благоприятных для развития одаренной личности вариантов производит интеллигенция, — писал Штейн. — Надлежит твердо помнить, что нервом русской науки остается все же старая русская профессура, давшая за последние десятилетия Пирогова, Менделеева, Максима Ковалевского, Ключевского, академика Павлова. Сохранение этого основного ядра профессуры является непременным условием сохранения и процветания науки в обновленной России».

### Возвращение в Петроград
К осени 1921 года В. М. Штейн вернулся в Петроград и возобновил преподавание на экономическом факультете Политехнического института в качестве доцента, а затем и профессора. Он читал здесь историю политической экономии, экономическую политику, теорию конъюнктуры, денежное обращение и ряд других дисциплин. Сразу же он начал широко печататься в различных изданиях, выходивших в первые годы НЭПа. В частности, Штейн (наряду с Б. Д. Бруцкусом, А. И. Буковецким, В. И. Ковалевским, И. М. Кулишером, Д. А. Лутохиным и др.) был членом редколлегии и активным автором журнала «Экономист». В первом номере журнала он напечатал заметку «По поводу восстановления Государственного банка», в которой писал: «Освежающая струя новой экономической политики донеслась и до денежно-кредитной сферы народного хозяйства. Положение о Государственном банке, принятое 4-й сессией ВЦИК, является первым робким шагом в направлении восстановления тонкой чувствительной ткани кредитной системы, столь безжалостно разорванной и скомканной в период прямолинейного проведения принципов национализации народного хозяйства». Штейн критиковал, однако, характер новосозданного банка: «Вместо эмиссионного учреждения, призванного управлять денежным обращением и возглавлять банковый аппарат, создается государственный коммерческий банк», будучи убежден, что для оздоровления денежной системы необходимы прежде всего унификация бумажно-денежного обращения и стабилизация курса рубля, для чего Государственному банку должно быть предоставлено право эмиссии.
Журнал «Экономист» вызвал резкое недовольство Ленина, заметившего о его сотрудниках: «Это, я думаю, почти все — законнейшие кандидаты на высылку за границу». В июне 1922 года журнал был закрыт, а из сотрудников его за границу высланы П. А. Сорокин, А. С. Изгоев, Б. Д. Бруцкус, Д. А. Лутохин и др. В позднейшей анкете Штейн писал: «Был арестован в 1922 г. и просидел 20 дней; наказанию никакому не подвергался». М. В. Баньковская уточняет: «В 22-м он был арестован как „ученый с буржуазным мировоззрением“, подлежал высылке и мог уехать в компании Бердяева, Лосского, Бруцкуса, Прокоповича, но был амнистирован». Штейн не стремился эмигрировать, кроме того, он приветствовал НЭП как первый шаг к возвращению «нормальной экономики». Так, в статье «Экономическое возрождение», открывавшей одноименный журнал, который Штейн начал издавать в 1922 г. вместе с М. И. Боголеповым, он писал: «Мы не должны терять воли к жизни… Советская власть остановилась вовремя… Реалистическая политика взяла верх над прямым утопизмом».
Наряду с преподавательской работой Штейн в 1922—1926 гг. являлся главным ученым секретарем Института экономических исследований при Наркомате финансов СССР (в этом Институте работали А. И. Буковецкий, В. В. Новожилов, Я. М. Магазинер, В. М. Дьяконов и другие видные ленинградские ученые). Он продолжал в эти годы очень много печататься.
В 1922—1924 гг. Штейн выпустил три небольшие по объему книги по вопросам экономики.
Помимо очень интенсивной научной и преподавательской работы Виктор Морицович с 1924 года работал в различных экономических учреждениях Ленинградского исполкома, являясь в разное время заведующим конъюнктурным бюро, кредитным бюро, зам. зав. сводно-плановым бюро, секретарем банковской комиссии, консультантом плановой комиссии и т. д. Деятельность эта по большей части приходится на период НЭПа и с ней связано значительное число статей и конъюнктурных обзоров Штейна, опубликованных в 20-е годы в «Финансовой газете», «Вестнике финансов», «Хозяйстве Северо-Западного края» и других изданиях.

### Монголия и Китай. Возвращение в Петроград
С января по март 1925 года Штейн был командирован Наркомфином в Монголию для помощи в проведении там денежной реформы. С осени 1925 до весны 1926 г. на протяжении семи месяцев он находился по линии Наркомфина в Пекине, а с осени 1926 года в течение года являлся финансовым советником Национального (гоминдановского) правительства Китая в Кантоне, а затем в Ухане. Имя Штейна встречается в воспоминаниях современников, но подробной информации об этом этапе жизни учёного не сохранилось.
Опыт и знания, полученные в годы пребывания в Китае, стали основой для написания книги «Очерки финансового кризиса в Китае».
После возвращения в Петроград Штейн становится специалистом по вопросам стран Азии и его публикации в основном сосредотачиваются вокруг этих тем.
В 1928 году Виктор Морицович становится профессором Ленинградского Восточного института и остается им на протяжении десяти лет, вплоть до закрытия института. Он читает здесь курс «Народное хозяйство Китая и Индии» и ряд других дисциплин. В докладной записке о деятельности института, направленной в 1931 году в вышестоящие инстанции, указывалось: «За два года … вся буржуазная профессура и часть псевдомарксистской была удалена от преподавания страноведческих дисциплин. Из псевдомарксистской профессуры были оставлены за неимением замены Штейн и Кюнер». В позднейшей анкете Штейн указывал: «Был арестован в 1930 г., просидел 38 дней, наказанию не подвергался». Доподлинно неизвестно, что именно инкриминировалось Штейну (тогда были арестованы виднейшие некоммунистические экономисты, работавшие в советских научных и государственных учреждениях — Н. Д. Кондратьев, А. В. Чаянов. В. А. Базаров и др.), но серьезных последствий для него этот арест, по-видимому, не имел.
С середины 30-х годов деятельность ученого была прочно связана с двумя авторитетнейшими научными учреждениями Ленинграда. В 1934 г. он становится профессором и заведующим кафедрой экономической географии Ленинградского университета, а с 1935 г. одновременно является по совместительству старшим научным сотрудником китайского кабинета Института востоковедения АН СССР. В 1936 г. В. М. Штейну без защиты диссертации была присвоена степень доктора экономических наук. С 30-х годов он принимал активное участие в работе Всесоюзного Географического общества, был членом президиума.
В 1946 г. директор Института академик В. В. Струве предложил кандидатуру В. М. Штейна на должность заместителя директора по научной части и получил одобрение президента АН СССР С. И. Вавилова, но в конечном счете это назначение не состоялось. В том же 1946 году на очередных выборах Штейн был выдвинут в члены-корреспонденты по Отделению экономики университетом и акад. В. М. Алексеевым, А. П. Баранниковым, С. А. Козиным, И. Ю. Крачковским, И. А. Орбели, В. В. Струве, Е. В. Тарле, Ф. А. Ротштейном, но и на этот раз избран не был. В 1946 г. Штейн подал заявление о приеме в партию и с 1947 г. состоял членом ВКП(б).

### Политическая проработка
В 1948 г. в издательстве ЛГУ вышла книга В. М. Штейна «Очерки развития русской общественно-экономической мысли XIX—XX вв.», написанная в основном в эвакуации в Саратове. Уже летом 1948 г., очевидно по указанию свыше, состоялось обсуждение книги в ЛГУ, на котором она была охарактеризована как порочная и немарксистская. Вслед за этим появился целый ряд разгромных рецензий и статей. Кампания шла по нарастающей, и если в рецензиях 1948 года автору еще не предъявлялось прямых политических обвинений и среди многих упреков доктринерского характера (объективистская методология, отсутствие классового подхода, непонимание принципа партийности науки, стирание различий между либерально-дворянской и революционно-демократической мыслью и т. д.) можно было найти отдельные не лишенные основания замечания (невнятное и чересчур расширительное толкование просветительства, идеализация славянофильства, стремление представить все течения русской экономической мысли как прогрессивные), то в 1949 году зазвучали более жесткие тона. Рецензенты заговорили о «протаскивании меньшевистских взглядов», «прямой апологии легального марксизма и струвизма», «извращении истории марксизма в России», «грубейших ошибках и прямых извращениях ленинизма». Книга Штейна квалифицировалась как «порочная в своей основе», «вредная, ревизионистская», «гнилая, вредная, буржуазно-космополитическая». Особенно клеймилось «протаскивание Штейном мысли об отсутствии самобытности в русской политической экономии», «всяческое принижение роли русских людей в развитии экономической науки», «явный космополитизм автора».
В конце марта 1949 году в Москве состоялись заседания Ученых советов Института истории и Института экономики АН СССР, посвященных борьбе с космополитизмом. На обоих книга Штейна фигурировала как одиозный пример антипатриотизма и принижения русской мысли. Стремясь предотвратить неминуемые «оргвыводы», Штейн 27 марта 1949 года подал в отставку с должности декана Восточного факультета ЛГУ и ректорат первоначально готов был принять её, воздержавшись от других административных шагов. Но в действие были приведены другие силы, особенно на политико-экономическом факультете, где к этому времени был смещен декан В. В. Рейхардт и под обстрелом оказались почти все профессора. 10 марта 1949 года датируется пространная характеристика Штейна, подписанная новым деканом С. А. Ильиным и секретарем парторганизации Н. А. Моисеенко. В ней он квалифицируется как «матерый космополит, человек, абсолютно чуждый идеологии марксизма-ленинизма». Припоминаются статьи Штейна революционных и первых послереволюционных лет и делается вывод:

Он за 31 год существования советской власти проявил мало склонности к отказу от своих чуждых марксизму взглядов и убеждений. Штейн оказался в партии, где ему не место. Штейн враждебно относится к той борьбе за чистоту марксистско-ленинской идеологии, которая проводится сейчас в Ленинградском университете усилиями партийной организации. Он категорически отказался выступить на дискуссии по вредной книге проф. Розенфельда «Промышленность США и война». Он также наотрез отказался принять участие в обсуждении стенограммы идеологически вредных лекций проф. Буковецкого. Таково лицо этого космополита.
На Восточном факультете большую активность подобного же рода проявлял Г. В. Ефимов, сменивший Штейна в должности декана. 29 апреля 1949 г. был подписан приказ начальника главного управления университетов Министерства высшего образования СССР: «Освободить проф. Штейна В. М. от работы в Ленинградском университете как не справившегося с работой и допустившего в своей учебной и научной работе политические ошибки».
Летом 1949 года вслед за своим братом был арестован А. А. Вознесенский, бывший покровитель Штейна. Начались аресты людей, как-либо связанных с ним в прошлом. В их числе оказался В. М. Штейн. «Арестован 1 сентября 1949 г. … Постановлением Особого совещания при МГБ СССР от 16. XII. 1950 г. осужден к 10 годам ИТЛ с конфискацией имущества (ст. 58 п. 10, 11, 13). 27. XII. 1954 г. его дело пересмотрено и прекращено, в 1955 г. В. М. Штейн был освобожден из лагеря в Иркутской области», — сообщает Я. В. Васильков. П. 10 ст. 58 предусматривал наказание за антисоветскую агитацию и пропаганду, п. 11 — карал участие в антисоветских организациях, п. 13 — «деятельность против рабочего класса и революционного движения при царском строе и в период гражданской войны».
Дочь академика В. М. Алексеева М. В. Баньковская вспоминала: «9 сентября 49-го Алексеев записал в дневнике: „Мороз по коже при мысли о судьбе Штейна и многих. Что в сравнении с этим смерть“. А еще в конце августа Виктор Морицович и Василий Михайлович гуляли взад-вперед по дорожке перед дачей Алексеева в Комарове, ведя долгую беседу о разных событиях — научных и противонаучных... Штейн вернулся в 1955 г. Алексеева уже не было в живых. Помню, как Виктор Морицович пришел к нам — какой-то смерзшийся в комок, с трудом произносящий слова. Через несколько месяцев оттаял, и я всегда удивлялась его душевному равновесию, мудрой, с юмористическим оттенком доброжелательности».

### После реабилитации
После реабилитации В. М. Штейн в 1955 году был восстановлен в должности старшего научного сотрудника Ленинградского отделения Института востоковедения АН СССР, где и прошли последние годы его научной жизни. В университет он уже не вернулся, и там его реабилитация была ознаменована только удивительным приказом от 12.VIII.1957 г., отменявшим формулировку приказа об увольнении 1949 г. и предписывавшим: «Профессора Штейна В. М. считать освобожденным от работы в Ленинградском университете в связи с переходом на другую работу». В АО ИВАН Штейн в 1956—1962 гг. заведовал Дальневосточным кабинетом, состоявшим в основном из молодых китаистов и японистов. «Китайский кабинет, к которому Вы причислены, кажется, возглавляется Виктором Морицовичем, поэтому лучшей обстановки Вы нигде не встретите», — так оценивал административную деятельность Штейна академик И. Конрад в письме 1957 г. к Б. Б. Вахтину.
В 1959 году вышла большая книга В. М. Штейна «Гуань-цзы», над которой он работал много лет. Работа была завершена к 1948 году. После выхода из лагеря автор доработал текст и обновил историографию, которая существенно обогатилась с конца 40-х годов. В предисловии он писал: «Передавая эту работу в печать, я хочу воздать должное двум большим ученым, оказавшим помощь мне (не синологу, а экономисту, который до 45 лет не был знаком с китайским иероглифическим письмом) в овладении таким трудным для понимания текстом, как „Гуань-цзы“. Первым был покойный ныне академик Василий Михайлович Алексеев, с которым я читал некоторые главы „Гуань-цзы“, причем Василий Михайлович естественно больше всего заботился о филологической точности перевода, тогда как меня прельщала перспектива поскорее добраться до его экономического смысла. Еще более я обязан академику Николаю Иосифовичу Конраду, читавшему мой перевод глав „Гуань-цзы“ с исключительным вниманием. Он сделал мне множество полезных указаний, критически проверил мой перевод каждого предложенного мною термина, подчас существенно изменял смысл переведенных фраз. Приношу Николаю Иосифовичу глубочайшую благодарность за его дружеское, активное и творческое участие в моей работе».
В последние годы своей жизни Штейн в соответствии с общей ориентацией ленинградского академического востоковедения много занимался китайской классической культурой. Для задуманных в конце 50-х годов, но так и не увидевших света, коллективных «Очерков по истории китайской культуры» он написал статью «Конфуцианство и его роль в истории мировой культуры». В этом же ряду стоит и статья Штейна о даосизме, в которой он особенно останавливается на утопических элементах этого учения. Продолжил он и свои, начатые еще до ареста этюды об отношениях между Индией и Китаем в древности. Штейн принял участие в дискуссии о Восточном Ренессансе, развернувшейся в СССР в конце 50-х — начале 60-х годов, главным образом в связи с работами Н. И. Конрада. Штейн высоко ценил и уважал его как ученого и человека, но не поколебался, хотя и в мягкой форме, выразить свое несогласие с его концепцией. Он принял участие и в дискуссии по книге Л. Н. Гумилева «Хунну» (1960), поддержав позицию ряда ленинградских востоковедов (К. В. Васильева, Л. Н. Меньшикова, Б. И. Панкратова, Ю. Л. Кроля, С. Г. Кляшторного и др.), критиковавших автора «за незнакомство с оригиналом источников, с современной научной литературой на китайском и японском языках, некритическое воспроизведение ряда устаревших концепций» и квалифицировавших книгу как «историческую повесть, имеющую не исследовательский, а беллетристический характер».
В последние годы жизни В. М. Штейн подготовил две книги, оставшиеся неопубликованными: «Очерки экономической мысли стран Востока» (законченная в 1960 году) и неопубликованная книга, сохранившаяся в архиве В. М. Штейна, — это «Очерки возникновения, этапов развития и распада колониальной системы в Азии», обе датированные 1963 годом.
По свидетельству коллеги Штейна О. Л. Фишман, «даже в последние годы жизни, когда Виктора Морицовича начали мучить болезни, он продолжал делать дело своей жизни: много читал, много и увлеченно писал, его постоянно можно было встретить на выставках новых поступлений в библиотеках, он продолжал посещать книжные магазины в поисках новинок». Последней прижизненной публикацией Штейна была статья «Основные направления экономической мысли древнего Китая», в которой он еще раз резюмировал свои исследования по этой теме.
Виктор Морицович Штейн скончался в Ленинграде 9 октября 1964 года в возрасте 74 лет.

## Сочинения
- Возможно ли осуществление социализма? Архивная копия от 18 апреля 2019 на Wayback Machine // Промышленность и торговля. 1917. № 16—17.
- Финансы Германии и Австро-Венгрии за два года войны. — Петроград, 1917. — 87 с.
- Экономическая политика. — Петербург : Право, 1922. — 162 с.
- Червонная валюта. — Петроград : Акад. изд-во, 1923. — 63 с.
- Теория и политика экономической конъюнктуры. — Петроград : Акад. изд-во, [1924]. — 88 с.
- Штейн В. М. Очерки финансового кризиса в Китае / Под ред. НИИ по Китаю. Предисловие Г. Я. Сокольникова. — М.-Л., 1928.- 350 с.
- Экономическая география Азии. — Л.: Учпедгиз, 1940.
- Штейн В. М. Очерки развития русской общественно-экономической мысли XIX—XX веков. Ленинград, 1948. − 358 с.
- Штейн В. М. К истории дипломатии в древнем Китае и древней Индии // Вестник Ленинградского университета. 1947, № 6. С. 95-115.
- Штейн В. М. Экономические связи между Китаем и Индией в древности (до III в. н. э.). М., 1960. — 176 с.
  - Рец.: Медведев Е. М.; Рифтин Б. Л. Народы Азии и Африки, 1961, N 4. C. 218—222
- Штейн В. М. Гуань-цзы. Исследование и пер., М., 1959. — 380 с.
- Штейн В. М. Трактат «Гуань-цзы» и его место среди экономической литературы древнего Китая // Учёные записки Института народов Азии АН СССР. Т. 16. М.-Л., 1958.
- Штейн В. М. Политико-экономический трактат древнего Китая «Гуань-цзы» // Вестник древней истории. 1957. № 1.
- Штейн В. М. Основные направления экономической мысли древнего Китая // Проблемы социально-экономической истории Древнего мира. М.-Л., 1963. С. 95-109.
- Штейн В. М. Основные линии в развитии китайско-индийских отношений // Страны и народы Востока. 1982. Вып. 23. C.12-32.